# Kyrill I. (Kiew)
Kyrill I. (ukrainisch Кирил I, russisch Кирилл I Грек)
war wahrscheinlich Metropolit von Kiew (1050).
Kyrill wurde nur im Synodik der Sophienkathedrale von Kiew von 1624/1626 genannt, als Metropolit von Kiew für das Jahr 1050 unter Jaroslaw dem Weisen.
In altrussischen Chroniken wurde er nicht erwähnt.